# Sindaci di Macerata
Di seguito l'elenco cronologico dei sindaci di Macerata e delle altre figure apicali equivalenti che si sono succedute nel corso della storia.

## Regno d'Italia (1861-1946)
| Periodo        | Periodo        | Primo cittadino                 | Partito                    | Carica                    | Note |
| -------------- | -------------- | ------------------------------- | -------------------------- | ------------------------- | ---- |
| 1860           |                | Tommaso Lauri                   |                            | Sindaco                   | -    |
| 1860           | 1861           | Luigi Tegas                     |                            | Commissario regio         | -    |
| 1861           | 1865           | Lorenzo Lazzarini Compagnoni    |                            | Sindaco                   | -    |
| 1865           |                | Alessandro Tomassini Barbarossa |                            | Sindaco                   | -    |
| 1865           |                | Giacomo Costa                   |                            | Sindaco                   | -    |
| 1865           |                | Tito De Amicis                  |                            | Commissario regio         | -    |
| 1865           | 1866           | Ferdinando Giorgini             |                            | Sindaco                   | -    |
| 1866           | 1869           | Carlo Chiappini                 |                            | Sindaco                   | -    |
| 1869           |                | Piero Giuliani                  |                            | Sindaco                   | -    |
| 1869           | 1870           | Gaetano Graziani                |                            | Sindaco                   | -    |
| 1870           | 1871           | Piero Giuliani                  |                            | Sindaco                   | -    |
| 1871           | 1873           | Ferdinando Giorgini             |                            | Sindaco                   | -    |
| 1873           | 1874           | Pierluigi Carlo                 |                            | Commissario regio         | -    |
| 1874           | 1878           | Nazario Pantaleoni              |                            | Sindaco                   | -    |
| 1878           | 1879           | Giuseppe Germani                |                            | Commissario regio         | -    |
| 1879           | 1882           | Ferdinando Giorgini             |                            | Sindaco                   | -    |
| 1882           |                | Ghino Valenti                   |                            | Sindaco                   | -    |
| 1882           | 1884           | Ferdinando Giorgini             |                            | Sindaco                   | -    |
| 1884           |                | Alfonso Lazzarini               |                            | Sindaco                   | -    |
| 1884           | 1885           | Ferdinando Giorgini             |                            | Sindaco                   | -    |
| 1885           |                | Giovan Battista Bisio           |                            | Commissario regio         | -    |
| 1885           | 1886           | Alessandro Costa                |                            | Sindaco                   | -    |
| 1886           | 1887           | Alessandro Ridolfi              |                            | Sindaco                   | -    |
| 1887           |                | Alessandro Costa                |                            | Sindaco                   | -    |
| 1887           |                | Claudio Quinto Ciccolini        |                            | Sindaco                   | -    |
| 1887           |                | Alessandro Ridolfi              |                            | Sindaco                   | -    |
| 1888           |                | Alessandro Costa                |                            | Sindaco                   | -    |
| 1888           |                | Claudio Sesto Ciccolini         |                            | Sindaco                   | -    |
| 1888           |                | Alessandro Ridolfi              |                            | Sindaco                   | -    |
| 1889           | 1897           | Ferdinando Giorgini             |                            | Sindaco                   | -    |
| 1897           | 1899           | Alfonso Lazzarini               |                            | Sindaco                   | -    |
| 1899           | 1900           | Aristide Bossi                  |                            | Commissario regio         | -    |
| 1900           | 1901           | Ferdinando Giorgini             |                            | Sindaco                   | -    |
| 1901           |                | Felice Mariottini               |                            | Sindaco                   | -    |
| 1901           |                | Vittorio Ballauri               |                            | Commissario regio         | -    |
| 1901           | 1904           | Carlo Giustozzi                 |                            | Sindaco                   | -    |
| 1904           | 1908           | Milziade Cola                   |                            | Sindaco                   | -    |
| 1908           | 1909           | Felice Cassone                  |                            | Commissario regio         | -    |
| 1909           | 1910           | Ferruccio Micciani              |                            | Sindaco                   | -    |
| 1910           | 1911           | Giovanni D'Aloe                 |                            | Commissario regio         | -    |
| 1911           | 1913           | Gustavo Perozzi                 |                            | Sindaco                   | -    |
| 1913           | 1914           | Nicolò Priarolo                 |                            | Commissario regio         | -    |
| 1914           | 1917           | Diomede Amodei                  |                            | Sindaco                   | -    |
| 1917           | 1918           | Camillo Ferraioli               |                            | Sindaco                   | -    |
| 1918           | 1919           | Francesco Bourbon Del Monte     |                            | Sindaco                   | -    |
| 1921           | 1924           | Ettore Ricci                    |                            | Sindaco                   | -    |
| 1924           | 1926           | Lauro Costa                     |                            | Sindaco                   | -    |
| 1926           |                | Masaniello Roversi              |                            | Commissario straordinario | -    |
| 1927           | 1936           | Cesare Benignetti               | Partito Nazionale Fascista | Podestà                   | -    |
| 1936           | 1943           | Carlo Magnalbò                  | Partito Nazionale Fascista | Podestà                   | -    |
| 1943           |                | Angelo Trombettoni              |                            | Commissario straordinario | -    |
| 1943           |                | Ferdinando Lori                 |                            | Commissario straordinario | -    |
| 1943           | 1944           | Carmine Ferrigno                |                            | Commissario straordinario | -    |
| 1944           |                | Domenico Fares                  |                            | Commissario straordinario | -    |
| 1944           |                | Gennaro Ventriglia              |                            | Commissario straordinario | -    |
| 1º luglio 1944 | 5 luglio 1944  | Antonio Alfieri                 |                            | Sindaco                   | -    |
| 5 luglio 1944  | 5 ottobre 1944 | Ferdinando Lori                 | Indipendente               | Sindaco                   | -    |
| 5 ottobre 1944 | 20 aprile 1946 | Otello Perugini                 | Democrazia Cristiana       | Sindaco                   | -    |

## Repubblica Italiana (dal 1946)
| Sindaci eletti dal Consiglio comunale (1946-1993)    | Sindaci eletti dal Consiglio comunale (1946-1993) | Sindaci eletti dal Consiglio comunale (1946-1993) | Sindaci eletti dal Consiglio comunale (1946-1993) | Sindaci eletti dal Consiglio comunale (1946-1993) | Sindaci eletti dal Consiglio comunale (1946-1993) | Sindaci eletti dal Consiglio comunale (1946-1993) | Sindaci eletti dal Consiglio comunale (1946-1993) | Sindaci eletti dal Consiglio comunale (1946-1993) |
| Sindaco                                              | Sindaco                                           | Partito                                           | Partito                                           | Partito                                           | Partito                                           | Mandato                                           | Mandato                                           | Elezione                                          |
| Sindaco                                              | Sindaco                                           | Partito                                           | Partito                                           | Partito                                           | Partito                                           | Inizio                                            | Fine                                              | Elezione                                          |
| ---------------------------------------------------- | ------------------------------------------------- | ------------------------------------------------- | ------------------------------------------------- | ------------------------------------------------- | ------------------------------------------------- | ------------------------------------------------- | ------------------------------------------------- | ------------------------------------------------- |
|                                                      | Otello Perugini                                   |                                                   | Democrazia Cristiana                              | Democrazia Cristiana                              | Democrazia Cristiana                              | 20 aprile 1946                                    | 27 giugno 1951                                    | Elezione 1946                                     |
| 27 giugno 1951                                       | Otello Perugini                                   | 26 maggio 1956                                    | Democrazia Cristiana                              | Democrazia Cristiana                              | Democrazia Cristiana                              | Elezione 1951                                     |                                                   |                                                   |
|                                                      | Franco Micucci Cecchi                             |                                                   | Democrazia Cristiana                              | Democrazia Cristiana                              | Democrazia Cristiana                              | 9 luglio 1956                                     | 9 luglio 1956                                     | Elezione 1956                                     |
|                                                      | Elio Ballesi                                      |                                                   | Democrazia Cristiana                              | Democrazia Cristiana                              | Democrazia Cristiana                              | 30 luglio 1956                                    | 29 dicembre 1957                                  | Elezione 1956                                     |
|                                                      | Arnaldo Marconi                                   |                                                   | Democrazia Cristiana                              | Democrazia Cristiana                              | Democrazia Cristiana                              | 29 dicembre 1957                                  | 19 dicembre 1960                                  | Elezione 1956                                     |
| 19 dicembre 1960                                     | Arnaldo Marconi                                   | 21 novembre 1964                                  | Democrazia Cristiana                              | Democrazia Cristiana                              | Democrazia Cristiana                              | Elezione 1960                                     |                                                   |                                                   |
|                                                      | Elio Ballesi                                      |                                                   | Democrazia Cristiana                              | Democrazia Cristiana                              | Democrazia Cristiana                              | 12 gennaio 1965                                   | 26 luglio 1967                                    | Elezione 1964                                     |
|                                                      | Giuseppe Sposetti                                 |                                                   | Democrazia Cristiana                              | Democrazia Cristiana                              | Democrazia Cristiana                              | 26 luglio 1967                                    | 20 luglio 1970                                    | Elezione 1964                                     |
| 20 luglio 1970                                       | Giuseppe Sposetti                                 | 14 giugno 1975                                    | Democrazia Cristiana                              | Democrazia Cristiana                              | Democrazia Cristiana                              | Elezione 1970                                     |                                                   |                                                   |
|                                                      | Ireneo Vinciguerra                                |                                                   | Indipendente                                      | Indipendente                                      | Indipendente                                      | 4 settembre 1975                                  | 7 giugno 1980                                     | Elezione 1975                                     |
|                                                      | Giuseppe Sposetti                                 |                                                   | Democrazia Cristiana                              | Democrazia Cristiana                              | Democrazia Cristiana                              | 28 luglio 1980                                    | 17 gennaio 1981                                   | Elezione 1980                                     |
|                                                      | Carlo Cingolani                                   |                                                   | Democrazia Cristiana                              | Democrazia Cristiana                              | Democrazia Cristiana                              | 24 gennaio 1981                                   | 11 maggio 1985                                    | Elezione 1980                                     |
| 30 settembre 1985                                    | Carlo Cingolani                                   | 10 marzo 1987                                     | Democrazia Cristiana                              | Democrazia Cristiana                              | Democrazia Cristiana                              | Elezione 1985                                     |                                                   |                                                   |
|                                                      | Carlo Ballesi                                     |                                                   | Democrazia Cristiana                              | Democrazia Cristiana                              | Democrazia Cristiana                              | Elezione 1985                                     | 16 marzo 1987                                     | 19 luglio 1990                                    |
| 19 luglio 1990                                       | Carlo Ballesi                                     | 3 gennaio 1992                                    | Democrazia Cristiana                              | Democrazia Cristiana                              | Democrazia Cristiana                              | Elezione 1990                                     |                                                   |                                                   |
|                                                      | Carlo Cingolani                                   |                                                   | Democrazia Cristiana                              | Democrazia Cristiana                              | Democrazia Cristiana                              | Elezione 1990                                     | 27 gennaio 1992                                   | 3 luglio 1993                                     |
|                                                      | Ermete Verrecchia (Commissario straordinario)     | –                                                 | –                                                 | –                                                 | –                                                 | 3 luglio 1993                                     | 6 dicembre 1993                                   | –                                                 |
| Sindaci eletti direttamente dai cittadini (dal 1993) |                                                   |                                                   |                                                   |                                                   |                                                   |                                                   |                                                   |                                                   |
| Sindaco                                              | Sindaco                                           | Partito                                           | Partito                                           | Coalizione                                        | Coalizione                                        | Mandato                                           | Mandato                                           | Elezione                                          |
| Sindaco                                              | Sindaco                                           | Partito                                           | Partito                                           | Coalizione                                        | Coalizione                                        | Inizio                                            | Fine                                              | Elezione                                          |
|                                                      | Gian Mario Maulo                                  |                                                   | Indipendente                                      |                                                   | PDS-PRC-La Rete-L. civiche                        | 6 dicembre 1993                                   | 17 novembre 1997                                  | Elezione 1993                                     |
|                                                      | Anna Menghi                                       |                                                   | Alleanza Nazionale                                |                                                   | AN-FI-CCD-CDU-L. civiche                          | 17 novembre 1997                                  | 13 luglio 1999                                    | Elezione 1997                                     |
|                                                      | Giuseppe Colli (Commissario prefettizio)          | –                                                 | –                                                 | –                                                 | –                                                 | 13 luglio 1999                                    | 4 maggio 2000                                     | –                                                 |
|                                                      | Giorgio Meschini                                  |                                                   | Democratici di Sinistra                           |                                                   | DS-PPI-PRC-PdCI-L. civiche                        | 4 maggio 2000                                     | 5 aprile 2005                                     | Elezione 2000                                     |
|                                                      | Giorgio Meschini                                  | DS-DL-PRC-PdCI-SDI-PRI-L. civiche                 | Democratici di Sinistra                           | 6 aprile 2005                                     | 13 aprile 2010                                    | Elezione 2005                                     |                                                   |                                                   |
|                                                      | Romano Carancini                                  |                                                   | Partito Democratico                               |                                                   | PD-PRC-IdV-FdV-SEL-L. civiche                     | 13 aprile 2010                                    | 15 giugno 2015                                    | Elezione 2010                                     |
|                                                      | Romano Carancini                                  | PD-SEL/PRC/FdV-UdC-L. civiche                     | Partito Democratico                               | 15 giugno 2015                                    | 24 settembre 2020                                 | Elezione 2015                                     |                                                   |                                                   |
|                                                      | Sandro Parcaroli                                  |                                                   | Lega                                              |                                                   | LSP-FdI-FI-L. civiche                             | 24 settembre 2020                                 | in carica                                         | Elezione 2020                                     |